# Gudfred
Gudfred was een Deense of Viking-koning die regeerde van 804 tot 810. Hij was de jongste zoon van koning Siegfred. Zijn naam wordt ook geschreven als Godfried, Godfred, Göttrick, Gøtrik en Gudrød.
Er wordt verondersteld dat Halvdan, Gudfreds oudere broer, graaf werd van enkele rijke handelssteden ten zuiden van de rivier de Eider in het huidige Duitsland. Omdat Halvdan geen belasting wilde betalen aan Gudfred, wendde hij zich tot keizer Karel de Grote in 807. Gudfred mobiliseerde een leger en versterkte Danevirke, een defensielinie in het zuiden van Jutland.
De Saksen waren in 798 opnieuw in opstand gekomen onder een andere leider dan Widukind en Karel zond afgezanten naar de rebellen in Noord-Albingia. Die afgezanten werden gedood of gegijzeld en de Saksen vielen de Slavische Abodrieten aan, die in het oosten van Noord-Albingia woonden, maar werden door hen verslagen.
In 804 bracht Karel de Grote alle Saksen van Noord-Albingia naar het Frankische Rijk over en het verlaten gebied werd aan de Abodrieten overgedragen. De Deense koning Godfried, Siegfrieds zoon, verzamelde daarop een grote vloot bij Sliesthorp (Sleeswijk) om Noord-Albingia binnen te vallen. Zijn raadslieden wisten de aanval uit te stellen tot 808, toen Siegfried aan twee derde van de bevolking belasting oplegde en de zeehaven Reric met de grond gelijk maakte, Drożko van de Obodriten vermoordde en de handelaren zich vestigen liet in Sliestorp (Sleeswijk), ook wel: Haithabu (Hedeby), een nieuwe stad in de defensielinie op Danevirke. In 809 was er een ontmoeting tussen Siegfried en Karel de Grote aan de Elbe, zonder gunstig resultaat. In 810 bouwde Karel op Itzehoe een vesting, waarschijnlijk om Noord-Albingia te heroveren. Siegfried viel met een vloot van tweehonderd schepen Friese eilanden aan, stichtte brand en legde belasting op. Godfried maakte bovendien plannen voor een aanval op Aken. Karel verzamelde zijn troepen, maar de Deense vloot keerde dezelfde zomer terug naar Denemarken, omdat daar Godfried door binnenlandse tegenstanders, enkele Húskarls, de lijfwachten van Scandinavische koningen, was vermoord. Volgens Notker van Sankt-Gallen was een van de lijfwachten een zoon van de koning.
Na Gudfreds dood was Hemming koning tot zijn dood in 812. Hij had vrede met Karel de Grote gesloten. Daarna ontstond er een langdurige troonstrijd tussen de zonen van Gudfred en hun neven, de zonen van Halvdan, in het bijzonder met Harald Klak Halvdansson.